# Botunja (Brus)
Pour les articles homonymes, voir Botunja.
Botunja (en serbe cyrillique : Ботуња) est un village de Serbie situé dans la municipalité de Brus, district de Rasina. Au recensement de 2011, il comptait 307 habitants.

## Démographie
| 1948 | 1953 | 1961 | 1971 | 1981 | 1991 | 2002 | 2011 |
| ---- | ---- | ---- | ---- | ---- | ---- | ---- | ---- |
| 672  | 673  | 649  | 580  | 522  | 439  | 373  | 307  |

|  |